# 安尼巴莱·德·加斯帕里斯
安尼巴莱·德·加斯帕里斯（義大利語：Annibale de Gasparis，1819年11月9日—1892年3月21日），意大利天文学家。

## 生平
1819年，德·加斯帕里斯生于意大利的阿布鲁佐，1849至1869年间，先后发现9颗小行星。1864年至1889年担任那不勒斯的天文台长（Osservatorio astronomico di Capodimonte）。
德·加斯帕里斯于1851年获得英國皇家天文學會金質獎章。4279号小行星以他命名。
| 小行星10 | 1849年4月12日 |
| 小行星11 | 1850年5月11日 |
| 小行星13 | 1850年11月2日 |
| 小行星15 | 1851年7月29日 |
| 小行星16 | 1852年3月17日 |
| 小行星20 | 1852年9月19日 |
| 小行星24 | 1853年4月5日  |
| 小行星63 | 1861年2月10日 |
| 小行星83 | 1865年4月26日 |